# Oratorio della Compagnia di San Sebastiano (Monticello Amiata)
L'oratorio della Compagnia di San Sebastiano è un edificio religioso situato a Monticello Amiata, nel comune di Cinigiano nella provincia di Grosseto.

## Storia
L'oratorio è documentato dalla seconda metà del XVI secolo ed è stato adibito ad usi diversi in seguito alle soppressioni delle compagnie laicali del 1778. L'edificio è stato alterato nelle dimensioni in seguito ad un restauro avvenuto negli anni sessanta del XX secolo.

## Descrizione
La chiesetta è adornata da un altare della prima metà del XVII secolo con una pala di Domenico Manetti raffigurante la Madonna col Bambino in gloria con san Nicola da Tolentino e sant'Agostino, databile intorno al 1650.
Al patrimonio dell'oratorio appartiene inoltre un'opera di grande rilievo formale: la statua lignea policromata di san Sebastiano assegnabile ad uno scultore di fine XV secolo.